# Herbert Baker
Herbert Baker (Cobham, 9 giugno 1862 – Cobham, 4 febbraio 1946) è stato un architetto britannico, conosciuto per aver progettato numerosi edifici civili e religiosi dell'impero.

## Carriera
Nacque nel 1862 a Cobham, piccolo villaggio del Kent, da Thomas Henry Baker e Frances Davis. Nel 1904 si sposò con Florence Edmeades dalla quale ebbe quattro figli.
Frequentò la Tonbridge School del Kent, poi si trasferì a Londra dove studiò presso la Royal Academy School of Architecture.
Giunto in Sudafrica (Colonia del Capo) nel 1892 instaurò uno stretto legame con Cecil John Rhodes, che divenne il suo principale committente. La sua prima opera di questo periodo fu il rifacimento della Groote Schuur unendo gli elementi della cultura boera locale con l'influenza del movimento Arts and Crafts britannico, negli anni successivi progettò numerose strutture pubbliche e religiose tra Città del Capo, Johannesburg e Pretoria. Alla morte di Rhodes realizzò un maestoso memoriale ispirandosi al tempio di Segesta.
Spostatosi in India nel 1913, fu incaricato assieme a Edwin Lutyens (a capo del progetto) di creare la nuova area amministrativa nel cuore di Nuova Delhi, dichiarata capitale dell'India britannica nel 1911. I due architetti, amici da molti anni, collaborarono alla creazione delle principali strutture della nuova area cittadina, tuttavia presto entrarono in conflitto in quanto Lutyens era strettamente legato al classicismo europeo mentre Baker era fautore di una visione "imperiale" che coniugasse lo stile tradizionale britannico con alcuni elementi della cultura locale. I rapporti tra i due si incrinarono irrimediabilmente quando, a seguito di una modifica del progetto iniziale, il palazzo del Segretariato (diviso in due blocchi simmetrici), realizzato da Baker, venne collocato in una posizione tale da oscurare quasi completamente la vista del palazzo del Viceré, progettato da Lutyens.
Alla fine della prima guerra mondiale fu uno degli architetti incaricati dalla Commonwealth War Graves Commission di realizzare i memoriali di guerra dei soldati del Commonwealth caduti durante il conflitto; a lui si deve il progetto di Tyne Cot il maggior memoriale e cimitero di guerra britannico del mondo, situato presso Passchendaele in Belgio. Progettò inoltre altri numerosi cimiteri e memoriali di guerra sia nel Regno Unito che in Francia.
Morì nel 1946, le sue ceneri sono sepolte sotto la navata dell'abbazia di Westminster; la sua casa natale (Owletts manor) è stata acquistata dal National Trust che l'ha resa un'attrazione culturale aperta ai visitatori.

## Elenco parziale delle opere principali

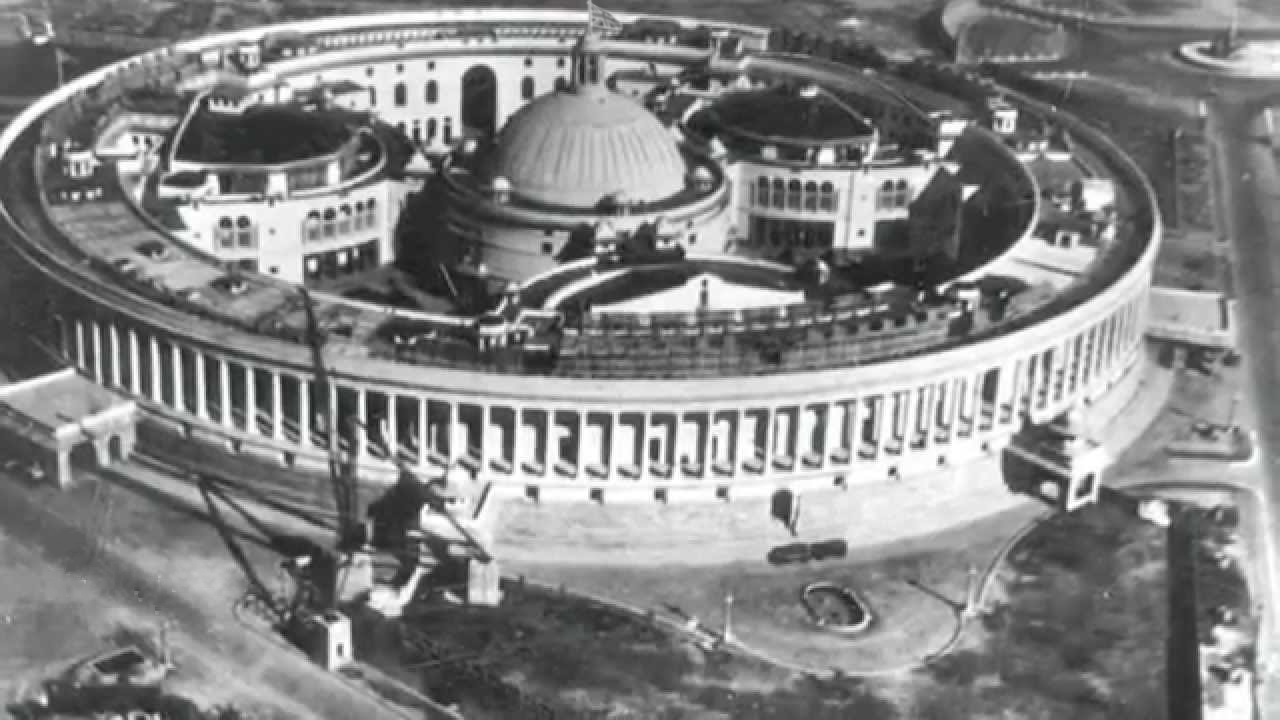
Palazzo del Parlamento, Nuova Delhi

### India
- Palazzo del Parlamento (Sansad Bhavan), Nuova Delhi (in collaborazione con Edwin Lutyens)[9]
- Palazzo del Segretariato, Nuova Delhi[2]

### Kenya
- State House, Nairobi (residenza del Presidente della Repubblica)[10]

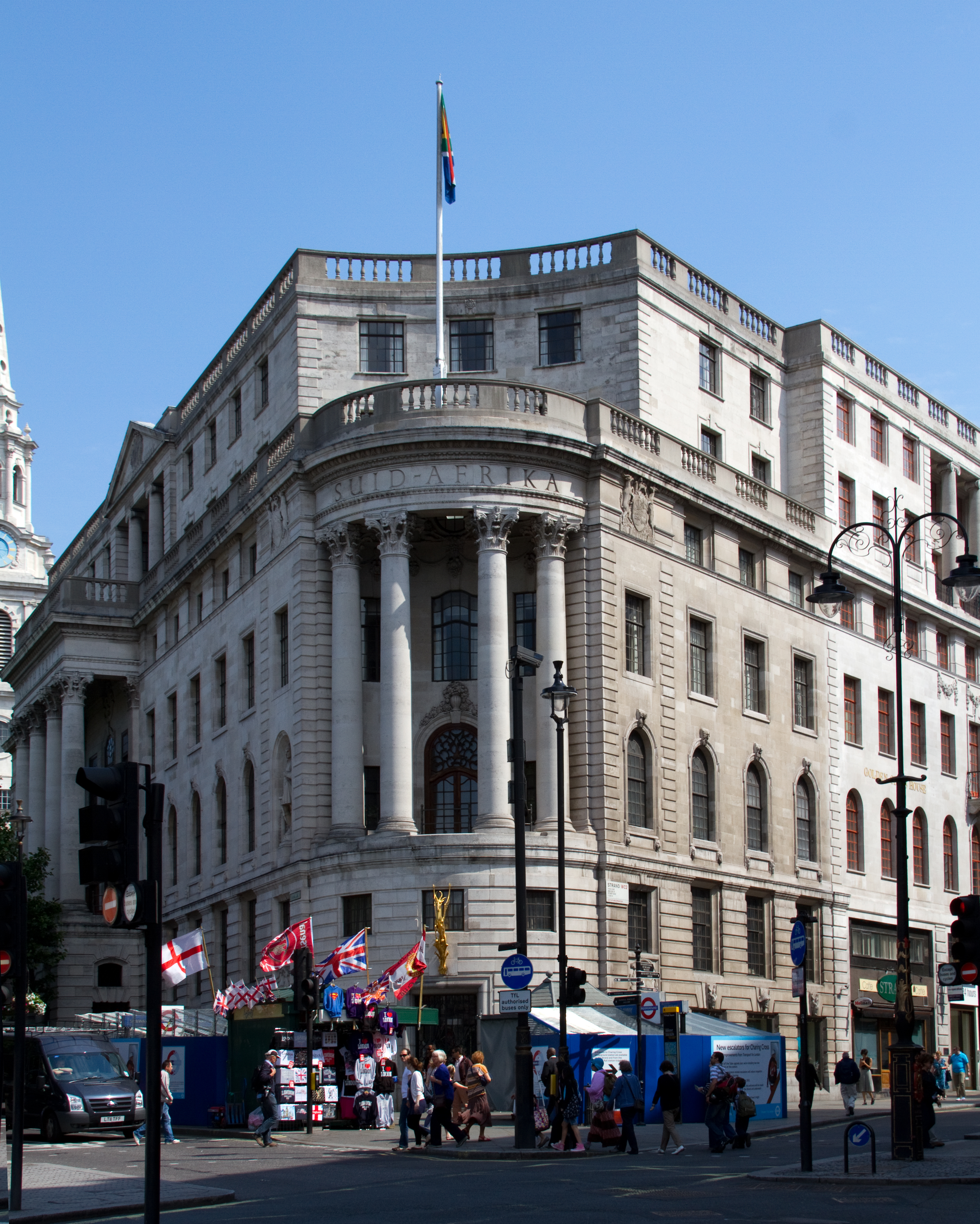
South Africa House, Londra

### Regno Unito
- India House, Aldwych, Londra[11]
- South Africa House, Trafalgar Square, Londra[2]
- Tribuna del Lord's Cricket Ground, Londra[12]
- Rifacimento della sede della Bank of England, Londra[13]
- Rhodes House, campus dell'Università di Oxford, Oxford[14]
- Church House, Westminster (sede della Chiesa d'Inghilterra)[15]

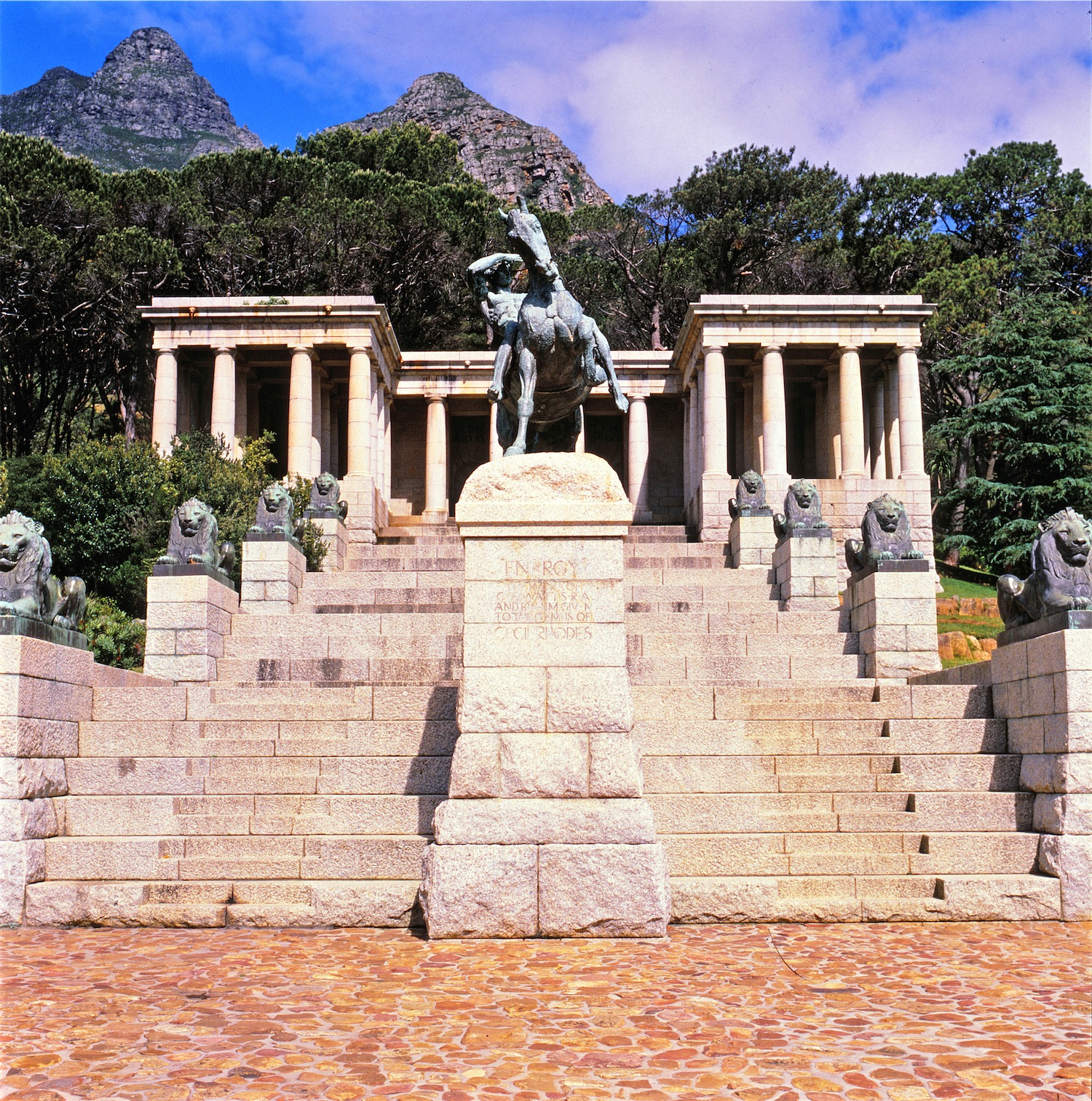
Memoriale di Cecil John Rhodes, Città del Capo

### Sudafrica
- Ristrutturazione della Groote Schuur, Città del Capo (residenza del Primo Ministro e poi del Presidente del Sudafrica sino al 1994)[3]
- Cattedrale di San Giorgio, Città del Capo[16]
- Memoriale di Cecil John Rhodes sul Picco del Diavolo, Città del Capo[17]
- Edificio McClean, parte dell'Osservatorio Reale del Capo di Buona Speranza, Observatory, Città del Capo[18]
- Union Buildings, Pretoria (sede del Governo sudafricano)[19]
- Stazione ferroviaria di Pretoria[20]

### Zimbabwe
- Cattedrale di Santa Maria e di Tutti i Santi, Harare[21]

## Onorificenze
- Membro della Royal Academy of Arts (associato 1922, membro 1932, membro anziano 1938)[22]
- Royal Gold Medal (1927)[2]